# Patrick Chan
Patrick Chan (31 de diciembre de 1990) es un patinador  retirado de competencias, de nacionalidad canadiense, participó en la categoría de patinaje sobre hielo individual masculino. Fue el campeón mundial tres veces consecutivas entre 2011 y 2013, campeón en 2010 y 2011 del Grand Prix de patinaje artístico sobre hielo y campeón de los Cuatro Continentes en 2009 y 2012; en 2009 y 2010 ganó sendas medallas de plata en el Campeonato Mundial; en 2007 obtuvo la medalla de plata en el Campeonato mundial júnior y ha sido campeón de Canadá en ocho ocasiones. Representó  a Canadá en los Juegos Olímpicos de Vancouver (2010) , en  Sochi (2014) en los que obtuvo dos medallas de plata, en la competición individual y por equipos y en Pieonchang (2018) donde ganó oro en la competencia por equipos.

## Carrera competitiva
Patrick Chan se proclamó campeón del mundo en Moscú el 28 de abril de 2011, tras conseguir un nuevo récord mundial con 93.02 puntos en el programa corto. seguido de otro récord en el programa libre al obtener 280.98 puntos. A consecuencia de estos resultados,  ascendió al primer puesto de la clasificación mundial de la Unión Internacional de Patinaje sobre Hielo (ISU).
Obtuvo la posición de número 1 mundial a finales de 2011 y mantuvo la clasificación al ganar todas las competiciones internacionales en las que tomó parte: las competiciones de la serie del Grand Prix Skate Canada International y el Trofeo Éric Bompard, así como la final, el Campeonato de los Cuatro Continentes de 2012 y el Campeonato del Mundo, además de proclamarse por quinta vez campeón de Canadá. En la serie del Grand Prix de 2012-2013 terminó segundo en Skate Canada, y primero en la Copa Rostelecom,. En la final, acabó segundo en el programa corto, cuarto en el programa libre y segundo en la clasificación general. En enero de 2013 obtuvo su sexto título canadiense y en marzo del mismo año se proclamó  por tercera vez campeón del mundo.
En el Grand Prix de 2013 ganó el Skate Canada International 2013 y el Trofeo Éric Bompard, en el que batió el récord mundial en el programa libre, con una puntuación de 196,75 puntos. Representó por segunda vez a Canadá en los Juegos Olímpicos de Sochi, donde consiguió dos medallas de plata, en la competición por equipos, y la prueba individual. No participó en el Campeonato del Mundo de 2014 y decidió no competir durante la temporada oficial 2014/2015.
Regresó al patinaje de competición en la temporada 2015/2016; tomó parte en la serie del Grand Prix y ganó la medalla de oro en Skate Canada. Su segunda competición de la serie, el Trofeo Éric Bompard fue cancelada tras el programa corto a causa del estado de emergencia declarado tras los atentados terroristas en París del 13 de noviembre. Chan quedó en quinta posición en el programa corto y logró clasificarse para la Final, donde alcanzó la cuarta plaza. Ganó  el Campeonato de los Cuatro Continentes de 2016 tras superar la quinta plaza el programa corto. Obtuvo la quinta plaza en el Campeonato del Mundo, tras varios errores en el programa libre.
En la siguiente temporada se clasificó para la Final del Grand Prix tras acabar primero en Skate Canada y en la Copa de China; Obtuvo la quinta posición. Se proclamó Campeón de Canadá y quedó cuarto y quinto en el Campeonato de los Cuatro Continentes y el Campeonato del Mundo respectivamente.